# Brachyhesma hypoxantha
Brachyhesma hypoxantha là một loài Hymenoptera trong họ Colletidae. Loài này được Rayment mô tả khoa học năm 1934.